# Cajamarca
Cajamarca (AFI: [kaxa'maɾka]; en quechua: Kashamarka, ‘pueblo de plantas espinosas’), conocida durante el virreinato como San Antonio de Caxamarca, es una ciudad peruana capital del distrito, de la provincia y del departamento homónimos localizada en el margen oriental de la cadena occidental de la cordillera de los Andes, en el valle interandino que forman los ríos Mashcón y Chonta a 2750 m s. n. m. El valle donde se encuentra enclavada la ciudad es uno de los más grandes de la sierra del Perú.
La zona de Cajamarca ya había sido habitada en el pasado durante el Imperio inca, cuando ya se consideraba como un centro poblado importante. En el valle de la actual Cajamarca se desarrolló la cultura caxamarca, la cual pasó a ser parte integrante del imperio Inca antes de la llegada de los españoles. En 1532 se produjo en este lugar la captura del inca Atahualpa durante la conquista del Perú. En la época del Virreinato del Perú mantuvo su categoría de villa hasta el 19 de diciembre de 1802, poco antes de la independencia, cuando empezó a ser considerada ciudad y recibió su escudo de armas.
Es conocida por su celebración del carnaval, y otras fiestas de carácter religioso como Corpus Christi y Semana Santa. Así mismo, destaca por su importante producción de leche y derivados lácteos. También es conocida como la Flor del Cumbe, por su cercanía al cerro y al complejo arqueológico de Cumbemayo. La ciudad está ubicada en el extremo oeste del valle homónimo. Posee una importante producción minera debido a diversas minas cercanas a la ciudad. 
Cajamarca es la decimoquinta ciudad más poblada del Perú y albergaba en 2020 una población de 245 137 habitantes, según el INEI.

## Toponimia
El nombre Cajamarca, hoy pronunciado en castellano [kaxa'maɾka], es uno de los topónimos indígenas andinos más tempranamente documentados y más ampliamente conocidos desde el mismo siglo XVI por la fama de los acontecimientos allí ocurridos durante 1532-33. Con la excepción del Inca Garcilaso de la Vega, las fuentes coloniales tempranas lo registran generalmente escrito como <Caxamalca> o <Caxamarca>, correspondiente a las pronunciaciones [kaʃa'malka] y [kaʃa'maɾka], que probablemente estaban en variación en la época. El segundo término del compuesto es sin duda el término quechua, de probable origen aimara, marka que significa 'pueblo, región, lugar'. La letra ele se explica por la existencia de variedades quechuas y aimaras lamdaizantes, es decir, que presentan el cambio de sonidos [ɾ] > [l]. Por otra parte, debe recordarse que la letra equis representaba todavía en el siglo XVI en castellano al sonido fricativo postalveolar sordo [ʃ] (hoy escrito con el dígrafo <sh>), como lo hacía también en <xabón> 'jabón' o <mexica> [meʃika] 'azteca, náhutal'; y que la mayoría de palabras castellanas que presentaban ese sonido pasaron a pronunciarse con un sonido fricativo velar sordo [x] (sonido de "jota"). El primer término del nombre aparece ya anotado en el Lexicón del dominico fray Domingo de Santo Tomás de 1560, el primer texto impreso en quechua en la historia, escrito igualmente como <caxa> con dos glosas castellanas: 'espina' y 'cosa espinosa como zarza'. El compuesto significaba originalmente, entonces, 'pueblo (donde existen) plantas espinosas', significado que mantiene transparentemente su cognado contemporáneo en el quechua local Kashamarka [kaʃa'maɾka], que no se vio afectado por el cambio fónico hispánico [ʃ] > [x]. En 1976, el lingüista Rodolfo Cerrón Palomino propuso que tales espinas o plantas espinosas podrían haber sido los cactus de sampedro o huachuma (nombre científico Echinopsis pachanoi), aunque esta hipótesis no ha sido aceptada por los especialistas.
A inicios del siglo XVII, sin embargo, el mencionado Inca Garcilaso inició una tradición de leer el topónimo desde un sesgo sureño y cuzqueño. En efecto, los quechuas surandinos desconocían y desconocen el étimo kasha 'espina, planta espinosa'. El mismo Santo Tomás anota como sinónimo el término correspondiente a ese significado en tales quechuas: <quixca> o <quisca>. Debe recordarse, asimismo, que el quechua cuzqueño-altiplánico heredó un cambio fónico por el que perdieron el sonido fricativo postalveolar sordo *[ʃ]. Ello explica que en la mayoría de contextos en que las palabras de las variedades centrales y norteñas tienen [ʃ] (como en shunqu 'corazón' o shuti 'nombre'), sus cognados sureños contemporáneos tienen simplemente [s] (como en sunqu o suti); mientras que otros tantos términos son herederos de *[s] ancestral (como q. cuzqueño sacha vs. q. cajamaquino <sach'a> /saʈʂa/ 'bosque, arbustos') . Sin conocer el étimo de la palabra, inexistente en el quechua cuzqueño, el Inca "corrigió" el nombre a <Cassamarca> apelando a otro étimo que sí conocía: qasa que significa 'hielo, helada' y reinterpretando el topónimo como «tierra o provincia o barrio de yelo». Que qasa no puede ser el étimo del topónimo lo prueba que su cognado en el quechua de Cajamarca es todavía hoy qasa (pronunciado [qasa]); de modo que 'pueblo de heladas' o 'pueblo de hielo' jamás podría haber recibido el sonido [ʃ] que el topónimo tuvo originalmente y que le permitió pasar a pronunciarse como [x]. La naturaleza templada del valle, por oposición a la zonas cercanas de Yanacocha y Hualgayoc, ahonda por implausibilidad semántica el error etimológico del Inca. Al respecto, anota Cerrón-Palomino lo siguiente:

Lo que ocurre es que nuestro Inca, al no encontrar en su quechua una voz semejante a *[qaʃa], procedió a asociarla con <caça>, a pesar de que con ello incurría en falta, traicionando su celo ortográfico, por lo demás rigurosamente observado. Hecha la asociación, podía no solo querer enmendarle la plana al Palentino [i.e. Fernandez de Palencia] sino también ofrecer el significado del topónimo, como en efecto lo hace. Sin embargo, en todo ello estuvo descaminado, porque, en verdad, la palabra <caxa> tal como la recoge el Palentino como elemento constitutivo del topónimo, propia del quechua chinchaisuyo, significaba 'espina', como hasta ahora, es decir [kaʃa], de manera que nada más ajustado a la pronunciación local que dicho registro.
Como se ve, el desconocimiento del Inca del vocablo chinchaisuyo (equivalente a kichka del quechua sureño) lo lleva a una falsa interpretación. Quienes, como el cronista Lizárraga habían tenido la oportunidad de viajar por todo el territorio del antiguo imperio, podían constatar, en efecto, que el nombre de <Caxamarca> "quiere decir tierra o provincia de espinas o cardones espinosos" (1968 [1605], I, LXXIV, p. 56). Así también, para abundar sobre el mismo nombre, aunque referido esta vez a otro lugar, el corregidor Luis de Monzón nos informa que el pueblo <Nombre de Jesús de Caxamalca>, perteneciente el corregimiento de San Francisco de Atunrucana y Laramati, "se llamó así porque hay a la redonda dél muchos cardones grandes, y a las espinas dellos en lengua de los indios llaman caxa, y al distrito de la tierra marca, de suerte que por esta razón se llamó Caxamalca, que quiere decir tierra de donde se crían espinas" (cf. Monzón 1965 [1586], p. 230).
Rodolfo Cerrón-Palomino

El prestigio del Inca Garcilaso como historiador, héroe cultural y autoridad del quechua (aunque su conocimiento se haya restringido al variedad del Cuzco) han hecho que la etimología del Inca sea repetida por historiadores y por el diccionario de la cuzqueña Academia Mayor de la Lengua Quechua.
La estandarización ortográfica hispánica del siglo XIX llevó en el Perú, a diferencia de México, a reescribir los topónimos indígenas antiguamente escritos con equis <x> que se pronunciaban con el sonido "de jota" (fricativa velar sorda) [x]. Ese fue el caso de Cajamarca, lo mismo que con Jauja. La memoria de la forma ortográfica antigua, sin embargo, ha generado pronunciaciones con el grupo consonántico [ks] en nombres comerciales y en el alias Caxas (pronunciado [kaksas]), nombre informal de la ciudad.

## Historia

### Época prehispánica
Hasta el momento, aún no se ha podido determinar exactamente cuándo llegaron los primeros seres humanos a Cajamarca. Probablemente su arribo haya sido en un estado primitivo, pero gracias a su capacidad inventiva fueron capaces de desarrollar una gran cultura. Los restos encontrados en las cuevas del cerro Cumbe muestran la presencia de una cultura lítica muy diferente a las coexistentes en el Antiguo Perú y demuestran que su alimentación consistía en el consumo de venados y cuyes silvestres.
Respecto al arte rupestre en Cajamarca se destaca el sitio arqueológico de Callaq Puma (Huayrapongo o puerta del viento), que está ubicado en la vía que une los distritos de Baños del Inca y Llacanora. Las figuras representativas son las de animales y hombres, dibujadas a través de precisiones geométricas. El período formativo en Cajamarca tuvo diversas manifestaciones, las cuales engloban a la agricultura, la artesanía y una compleja organización política, económica y social.
Por otro lado, posteriores estudios arqueológicos establecieron que Huacaloma, una antigua ciudadela preinca, data de 1500 años a. C. y su desarrollo histórico comprende tres fases: Huacaloma Temprano (1500 a. C. y 1000 a. C.), Huacaloma Tardío (1000 a. C. y 500 a. C.) y Layzón (500 y 200 a. C.).
Durante la conquista incaica por Pachacútec, el valle de Cajamarca y sus alrededores fueron anexados al Tahuantinsuyo, sin embargo, la urbe de Kaxa Marca ya había sido fundada por otras etnias casi un siglo antes de su incorporación al imperio, aproximadamente en el año 1320.

### Conquista española y época virreinal

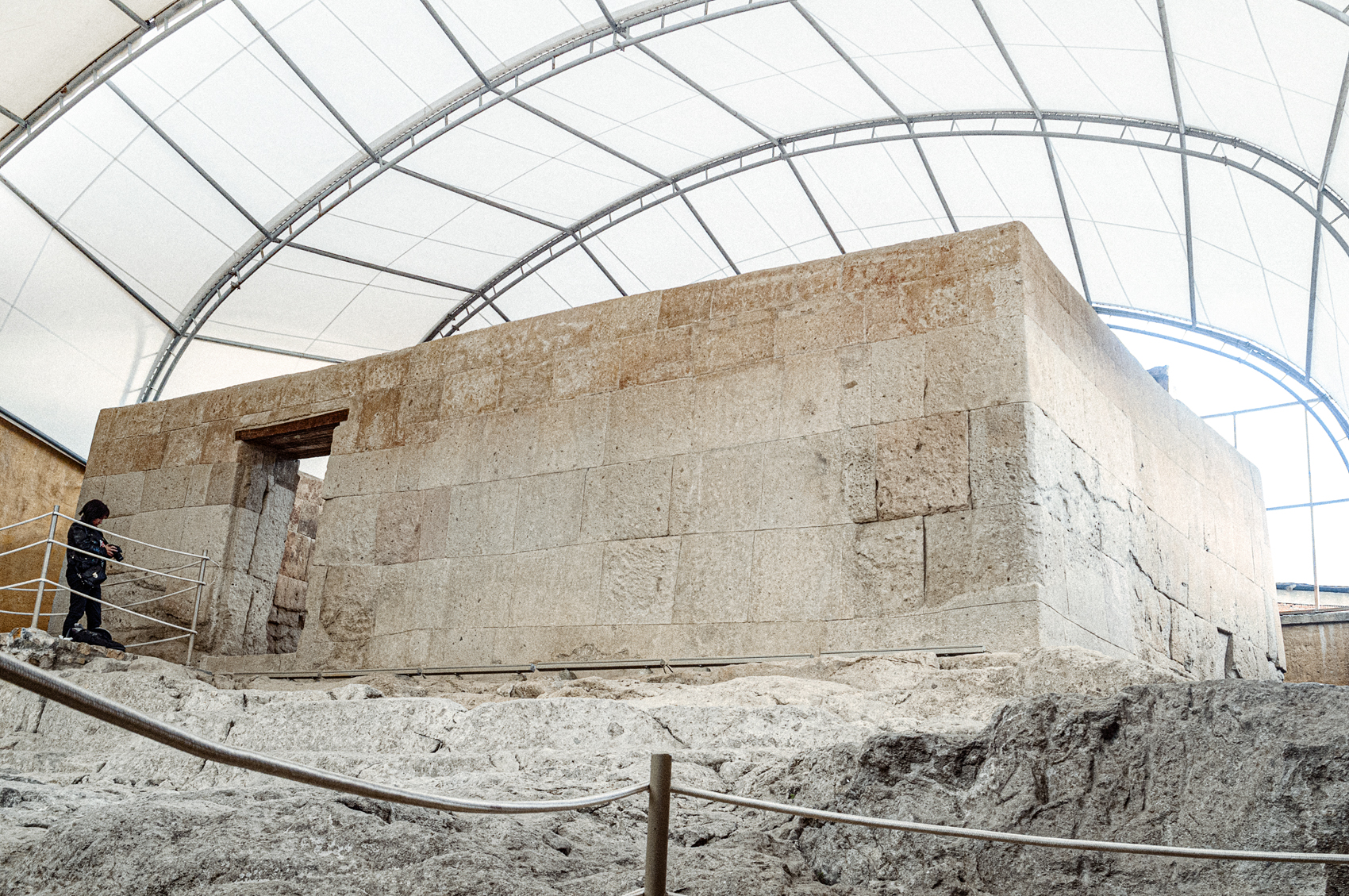
El Cuarto del Rescate de Atahualpa, el único vestigio inca conservado en Cajamarca.

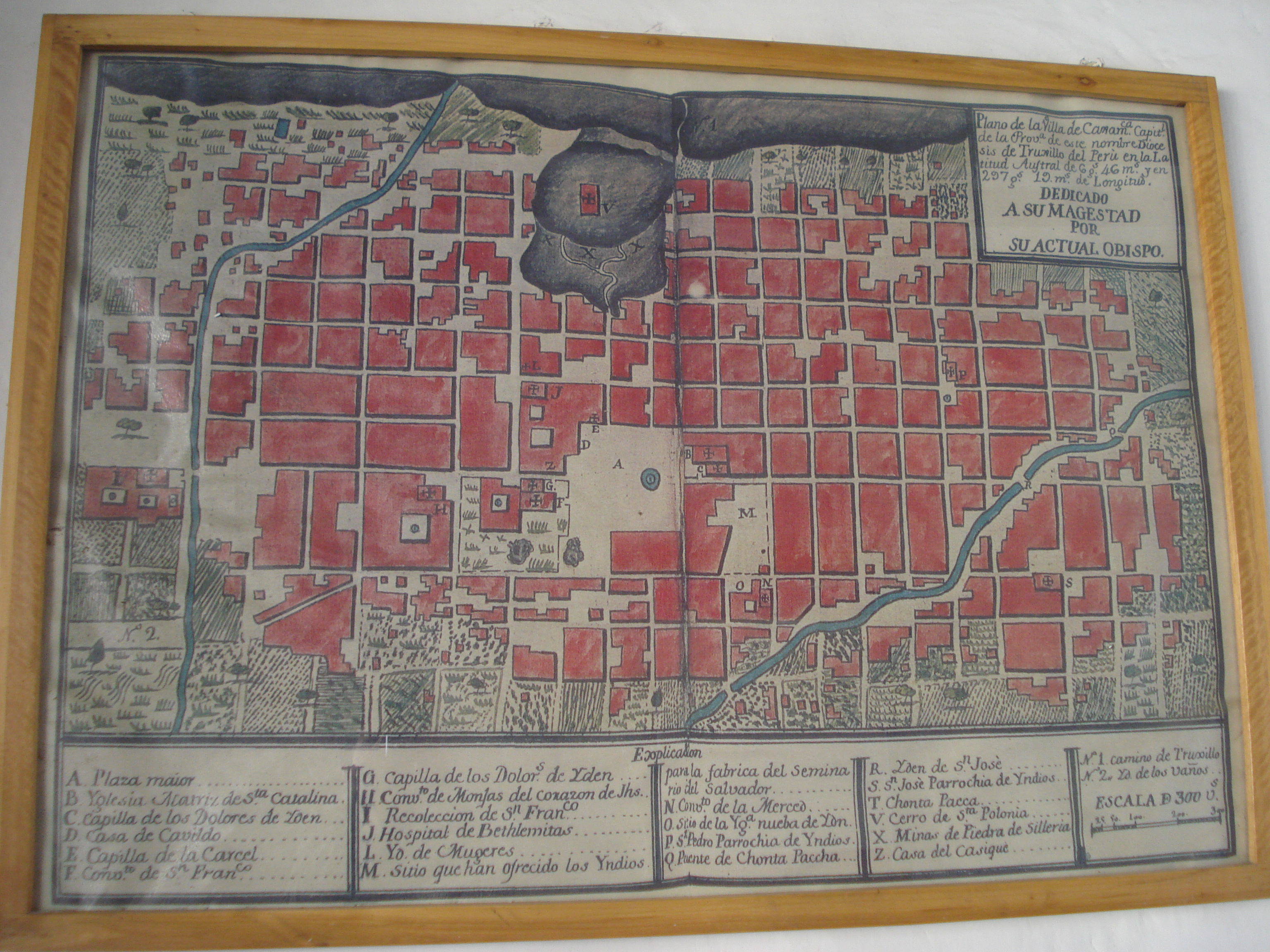
Plano de Cajamarca durante el Virreinato del Perú.

Cajamarca es conocida principalmente debido a que, en 1532, el inca Atahualpa al encontrarse en inmediaciones del Valle fue visitado por representantes de Francisco Pizarro, mientras descansaba en los balnearios de aguas termales en Pultumarka, cerca de la ciudad. Al día siguiente, fue capturado en la plaza de Armas y un año después fue ejecutado por los españoles, aún después de haber pagado una inmensurable recompensa de oro y plata. Sus tesoros pasaron a manos de los conquistadores, los cuales fueron enviados a España.
Dentro de la acuñación de monedas en América, Cajamarca fue la primera ciudad en el Perú donde se dio la fabricación de monedas para su posterior envío a España, las cuales fueron obtenidas del rescate, conocidas como Macuquinas.
En el siglo XVII la ciudad logra un importante grado de desarrollo. En 1678 había 362 familias de españoles. El 19 de diciembre de 1802, Carlos IV le dio el título de ciudad capital de la provincia, con prerrogativas para ayuntamiento.
Existen acontecimientos importantes en la historia peruana que se llevaron a cabo en esta ciudad, como por ejemplo, el primer matrimonio mixto en el Perú, entre la princesa indígena Quispe Sisa de 14 años y el conquistador español Francisco Pizarro de 54 años.
Durante esta época se construyeron los principales templos y conventos de estilo barroco, que hoy en día se pueden apreciar en el centro histórico de la ciudad, como la Catedral, el convento de San Francisco, el conjunto monumental de Belén y el convento de La Recoleta. Así mismo, es de resaltar el proceso de mestizaje lento pero continuo y fluido que sufrió la población nativa con europeos españoles que llegaron y se asentaron en la época de la colonia y posteriormente virreinato dando origen a un mestizaje racial y cultural que perdura notablemente hasta el presente.
Cuando el virrey Francisco de Toledo el 22 de diciembre de 1574 reorganizó los corregimientos de indios (o de naturales), que habían sido creados por el gobernador Lope García de Castro en 1565, dispuso que los corregimientos de Cajamarca, Chicama y Chimo o Chiclayo, Piura y Paita, Santa, y Saña dependieran del Corregimiento de españoles de Trujillo y los corregimientos de Cajamarquilla, Los Pacllas, y Luya y Chillaos dependieran del de Chachapoyas. Todos en el distrito de la Real Audiencia de Lima. En 1611 Los Pacllas fue anexado a Chachapoyas, en 1635 Chicamo o Cliclayo fue anexado a Saña y en 1773 Luya, Chillaos y Lamas fue anexado a Chachapoyas.
El 24 de marzo de 1614 fue establecido el Obispado de Trujillo con los corregimientos de: Trujillo, Cajamarca, Cliclayo, Piura y Paita, Saña, Cajamarquilla, Los Pacllas, Luya y Chillaos, y Jaén de Bracamoros. En 1759 el corregimiento de Huamachuco fue formado del de Cajamarca.
Los corregimientos fueron suprimidos en 1784, por el rey Carlos III y reemplazados por las intendencias. Con el territorio del Obispado de Trujillo (excepto Jaén de Bracamoros) se creó la Intendencia de Trujillo. Los corregimientos pasaron a ser partidos de la intendencia.
El sistema de intendencias fue establecido en el Virreinato del Perú mediante la orden real de 5 de agosto de 1783, siendo aplicada la Real Ordenanza de Intendentes del 28 de enero de 1782. El primer intendente de Trujillo fue Fernando de Saavedra, quien asumió en 1784, nombrado por el virrey a propuesta del visitador general Jorge Escobedo y Alarcón y aprobado por el rey el 24 de enero de 1785.
Fue parte de la Intendencia de Trujillo que llegó a tener nueve partidos que fueron Trujillo, Saña, Piura, Cajamarca, Huamachuco, Chota, Moyobamba, Chachapoyas, Jaén y Maynas, este último partido anteriormente conformaba los departamentos de lo que hoy se conoce como (Departamento de San Martín, Ucayali y Loreto) siendo la Intendencia de Trujillo la más grande del Virreinato del Perú, es decir casi todo el norte del Perú actual; su primer intendente fue Fernando Saavedra de 1784 a 1791. Después de este le seguirían Vicente Gil de Taboada (1791-1805 y 1810-1820), Felice del Risco y Torres (provisional) (1805-1810) y el marqués de Torre Tagle (1820), quien dirigió la independencia de la Intendencia.

### Época republicana
El Perú declaró su independencia en 1821 y la ciudad de Cajamarca mantuvo su importancia dentro de la organización político-administrativa del país. La ciudad fue una de las más importantes de todo el norte peruano. En el año 1854 es reconocida como capital del departamento de Cajamarca, producto de la manifestación encabezada por Toribio Casanova López, Pedro Villanueva y Juan Egúsquiza para el reconocimiento de Cajamarca como departamento y su independencia del departamento de La Libertad. En este sentido Cajamarca fue la primera ciudad en el norte del Perú en independizarse administrativa y políticamente de Trujillo, desde entonces viene imparablemente desarrollando un proceso de descentralización respecto de Lima como capital de la República, de Trujillo y del centralismo Costeño.
Durante las últimas décadas del siglo XX e inicios del siglo XXI, la ciudad inició un desarrollo urbano y económico en un mayor ritmo que el experimentado hasta ese momento. La ciudad se extendió ocupando casi la quinta parte del valle, llegando a conurbarse parcialmente con el cercano distrito de Baños del Inca.

## Geografía
La ciudad de Cajamarca está ubicada en la región Quechua a 2.750 m s. n. m., en la margen este de la cadena oriental de la Cordillera de los Andes. Se extiende en la parte noroeste del valle de Cajamarca que forman los ríos Mashcon y Chonta, en las faldas de los cerros Cumbe, La Shicuana y Cajamarcorco.

### Hidrografía
Una gran cantidad de ríos, quebradas y riachuelos circundan y dividen la ciudad, de los cuales algunos han sido canalizados. La cuenca hidrográfica a la que pertenecen es la del río Marañón, en consecuencia el valle es tributario de la cuenca del río Amazonas. Uno de los principales ríos que atraviesan la ciudad casi en su totalidad es el San Lucas, el cual discurre de noroeste a sureste para finalmente desembocar en el río Mashcon, cuyo cauce marca la frontera entre los distritos de Cajamarca y Baños del Inca.
Asimismo, próximas a la ciudad se asientan algunas lagunas de origen tectónico como Chamis, Sulluscocha, San Nicolás, entre otras.

### Clima
El clima es templado, seco y soleado en el día y frío en la noche. Las precipitaciones se dan de diciembre a marzo y se presentan con el fenómeno del Niño en forma cíclica, que es un fenómeno climatológico del norte peruano tropical. Su temperatura media anual es de 15,8 °C. Caliente por las mañanas, frío de noche. Por la cercanía al Ecuador y por ser una ciudad ubicada en piso térmico bajo, tiene un invierno suave y un verano caluroso y lluvioso en febrero. La temperatura media anual: máxima media 21 °C y mínima media: 6 °C
La estación de lluvias intensas se da de diciembre a marzo, perteneciente al verano costeño. La seca que corresponde al otoño y el invierno en el hemisferio sur, bastante templado durante el día y refrigerado en las noches, se presenta entre los meses de mayo a septiembre.
Los Andes cajamarquinos son semiáridos. Cajamarca es el punto inicial entre los andes secos del sur y los andes húmedos de la sierra norte peruana, Ecuador y Colombia. Hay una estación definida de lluvias que se reflejan en los datos de radiación solar.
| Parámetros climáticos promedio de Cajamarca                          | Parámetros climáticos promedio de Cajamarca | Parámetros climáticos promedio de Cajamarca | Parámetros climáticos promedio de Cajamarca | Parámetros climáticos promedio de Cajamarca | Parámetros climáticos promedio de Cajamarca | Parámetros climáticos promedio de Cajamarca | Parámetros climáticos promedio de Cajamarca | Parámetros climáticos promedio de Cajamarca | Parámetros climáticos promedio de Cajamarca | Parámetros climáticos promedio de Cajamarca | Parámetros climáticos promedio de Cajamarca | Parámetros climáticos promedio de Cajamarca | Parámetros climáticos promedio de Cajamarca |
| Mes                                                                  | Ene.                                        | Feb.                                        | Mar.                                        | Abr.                                        | May.                                        | Jun.                                        | Jul.                                        | Ago.                                        | Sep.                                        | Oct.                                        | Nov.                                        | Dic.                                        | Anual                                       |
| -------------------------------------------------------------------- | ------------------------------------------- | ------------------------------------------- | ------------------------------------------- | ------------------------------------------- | ------------------------------------------- | ------------------------------------------- | ------------------------------------------- | ------------------------------------------- | ------------------------------------------- | ------------------------------------------- | ------------------------------------------- | ------------------------------------------- | ------------------------------------------- |
| Temp. máx. media (°C)                                                | 21.1                                        | 20.2                                        | 20.3                                        | 20.2                                        | 21.0                                        | 21.1                                        | 21.1                                        | 21.0                                        | 21.0                                        | 21.0                                        | 21.2                                        | 21.1                                        | 20.9                                        |
| Temp. media (°C)                                                     | 14.2                                        | 13.4                                        | 13.5                                        | 13.4                                        | 12.7                                        | 11.8                                        | 11.9                                        | 12.3                                        | 12.8                                        | 13.6                                        | 13.3                                        | 13.4                                        | 13                                          |
| Temp. mín. media (°C)                                                | 7.4                                         | 6.7                                         | 6.7                                         | 6.6                                         | 4.5                                         | 2.6                                         | 2.7                                         | 3.6                                         | 4.6                                         | 6.3                                         | 5.5                                         | 5.7                                         | 5.2                                         |
| Precipitación total (mm)                                             | 98                                          | 111                                         | 133                                         | 91                                          | 42                                          | 15                                          | 8                                           | 14                                          | 40                                          | 92                                          | 68                                          | 83                                          | 795                                         |
| Fuente: Climate-data.org( http://es.climate-data.org/location/3402/) |                                             |                                             |                                             |                                             |                                             |                                             |                                             |                                             |                                             |                                             |                                             |                                             |                                             |

## Patrimonio

### Patrimonio histórico
El centro histórico de la ciudad actualmente conserva edificaciones, iglesias, plazas, casonas, casas y calles de la época virreinal española, lo que motivó a que se encuentre en una lista tentativa para ser declarado Patrimonio de la Humanidad por la Unesco. Entre los principales sitios de interés de la ciudad se encuentran:

#### Catedral de Santa Catalina

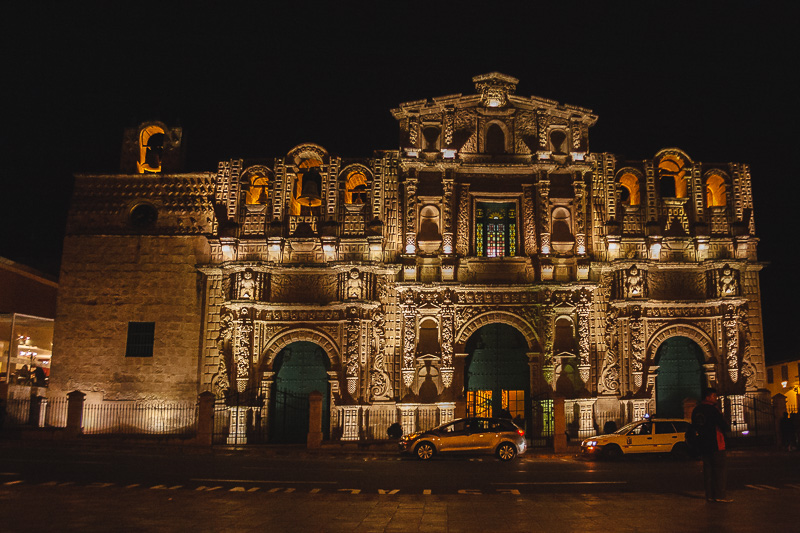
Catedral de Cajamarca de noche.

Está localizada al noroeste de la plaza de Armas, es además la principal muestra de arquitectura barroca en la ciudad. Está bajo propiedad de la Iglesia católica, y fue declarada como Patrimonio Histórico Cultural de la Nación del Perú el 28 de diciembre de 1972.
Su construcción se inició en el siglo XVII, siendo fundidas sus campanas un siglo después. Posee una fachada de piedra de origen volcánico, además cuenta con cinco campanarios distribuidos por torres. Al interior, son de atracción las naves con imágenes de Santa Rosa de Lima, San Martín de Porres y la Virgen del Carmen. Actualmente carece de torres frontales y cúpula, no obstante es un gran atractivo debido a que no tiene un parecido arquitectónico con otras catedrales del Perú.
En su parte lateral (calle Amalia Puga), se puede apreciar un reloj de sol, tallado en piedra, que estuvo originalmente ubicado en el centro de la plaza.

#### Conjunto monumental de Belén

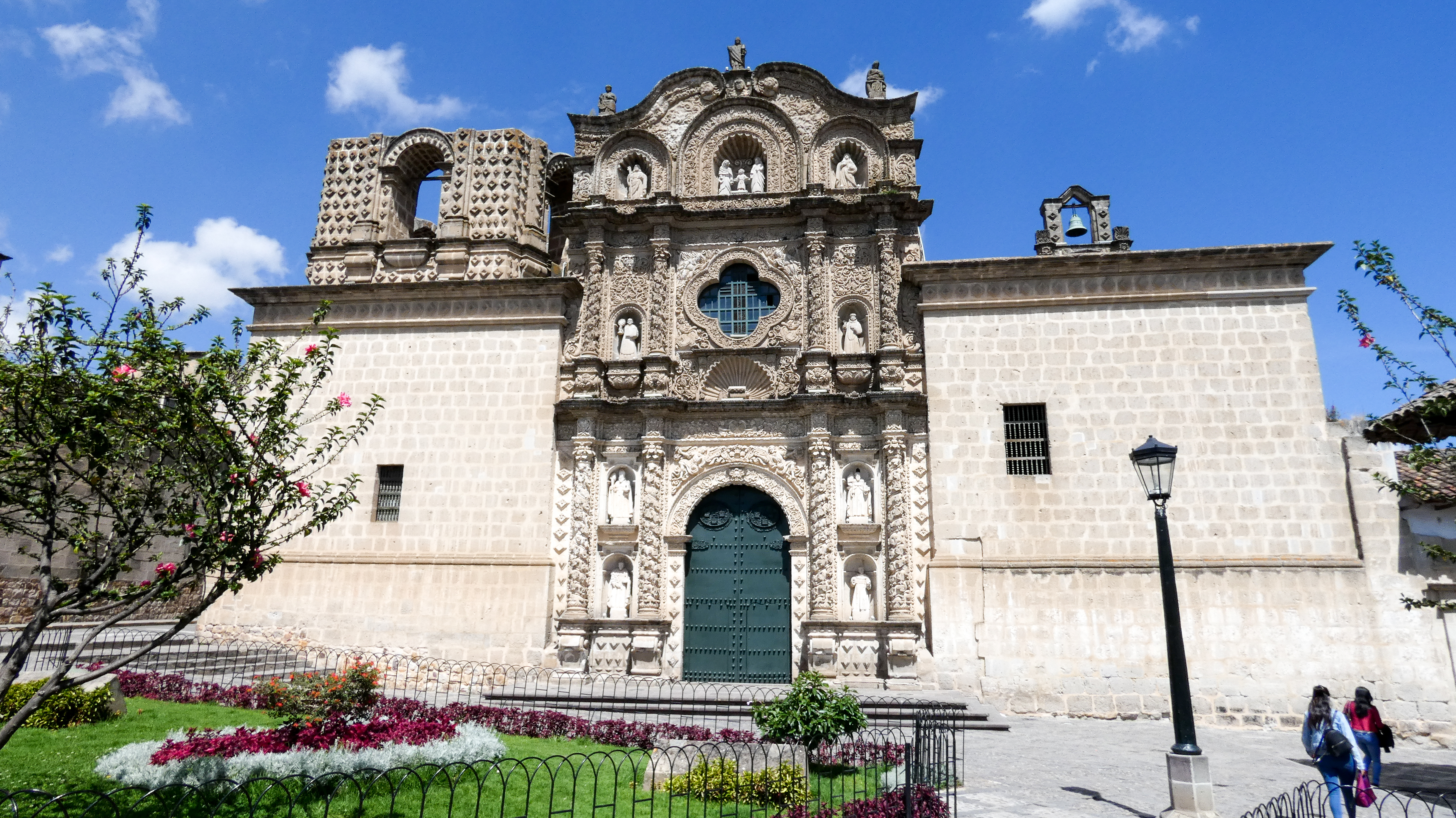
La iglesia de Belén vista desde la plazuela homónima.

Se compone de tres importantes edificaciones: La iglesia y los hospitales de varones y mujeres, respectivamente:
- La iglesia se construyó durante el siglo XVII y estuvo regido por los jesuitas hasta su expulsión dos siglos después, cuando alojó a los belemnitas. Predomina en ella la arquitectura barroca y actualmente está inconclusa. Presenta una gran cúpula de planta circular y su construcción está hecha a base de piedra volcánica labrada.

- El hospital de varones se encuentra anexado a la iglesia, donde hoy en día se puede apreciar un museo médico. Presenta una cúpula menor circular. El hospital de mujeres se encuentra separado del templo por la calle Junín, también contiene un museo médico. Dichos hospitales sirvieron a la población cajamarquina hasta los años 1940, cuando se construyó el antiguo Hospital Regional ubicado en la avenida Mario Urteaga.
- en el frontis del templo se encuentra una escultura con el símbolo de tres coronas, similar al escudo de la ciudad de Lima.

Asimismo, el complejo arquitectónico es sede de la Dirección Regional de Cultura de Cajamarca, anteriormente el Instituto Nacional de Cultura.

#### Convento de San Francisco

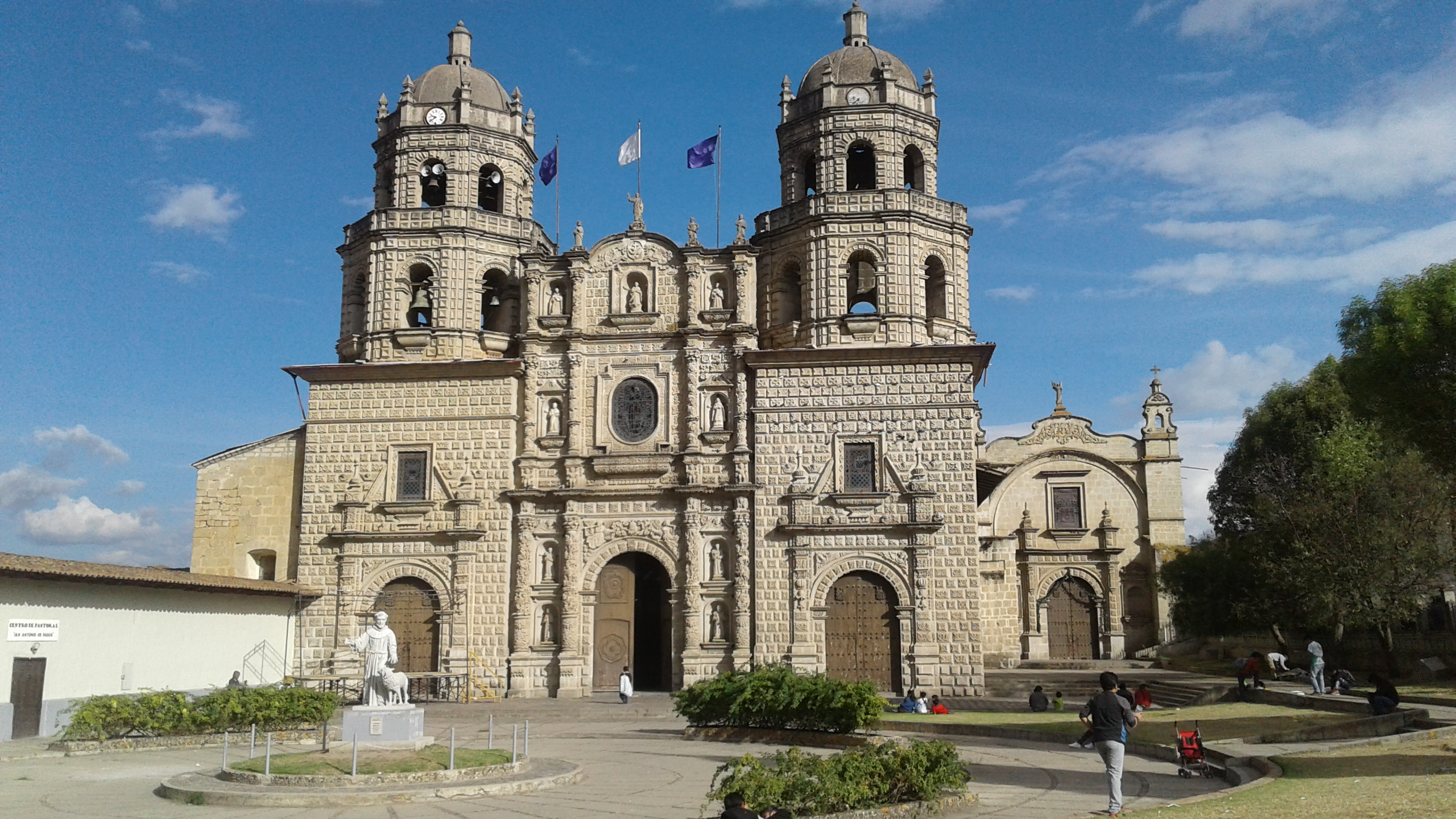
[https://www.municaj.gob.pe/descubre-cajamarca/recursos-turisticos/iglesia-san-francisco Iglesia de San Francisco.

Se localiza al sureste de la plaza de Armas, junto a una plazuela. El material fue donado por don Antonio Astopilco, que de esta manera ganó el derecho para él y su familia de ser sepultados en las catacumbas del templo. Diseñado por el arquitecto español Matías Pérez Palomino, consta de tres naves y está tallado totalmente en roca volcánica, fue construido en su primera etapa a fines del siglo XVII, como Parroquia de Indios, y se concluyó con la construcción de sus torres frontales en el año 1959. Por la Familia Barboza, quienes solicitaron planos originales a España.
Adyacente a este templo se ubica el santuario a la Virgen de Los Dolores, patrona de Cajamarca. Posee un especial atractivo por su arquitectura interior tallada en roca volcánica. Está compuesto además por un museo de arte religioso, una pinacoteca y las célebres criptas o catacumbas.

#### Convento de la Recoleta

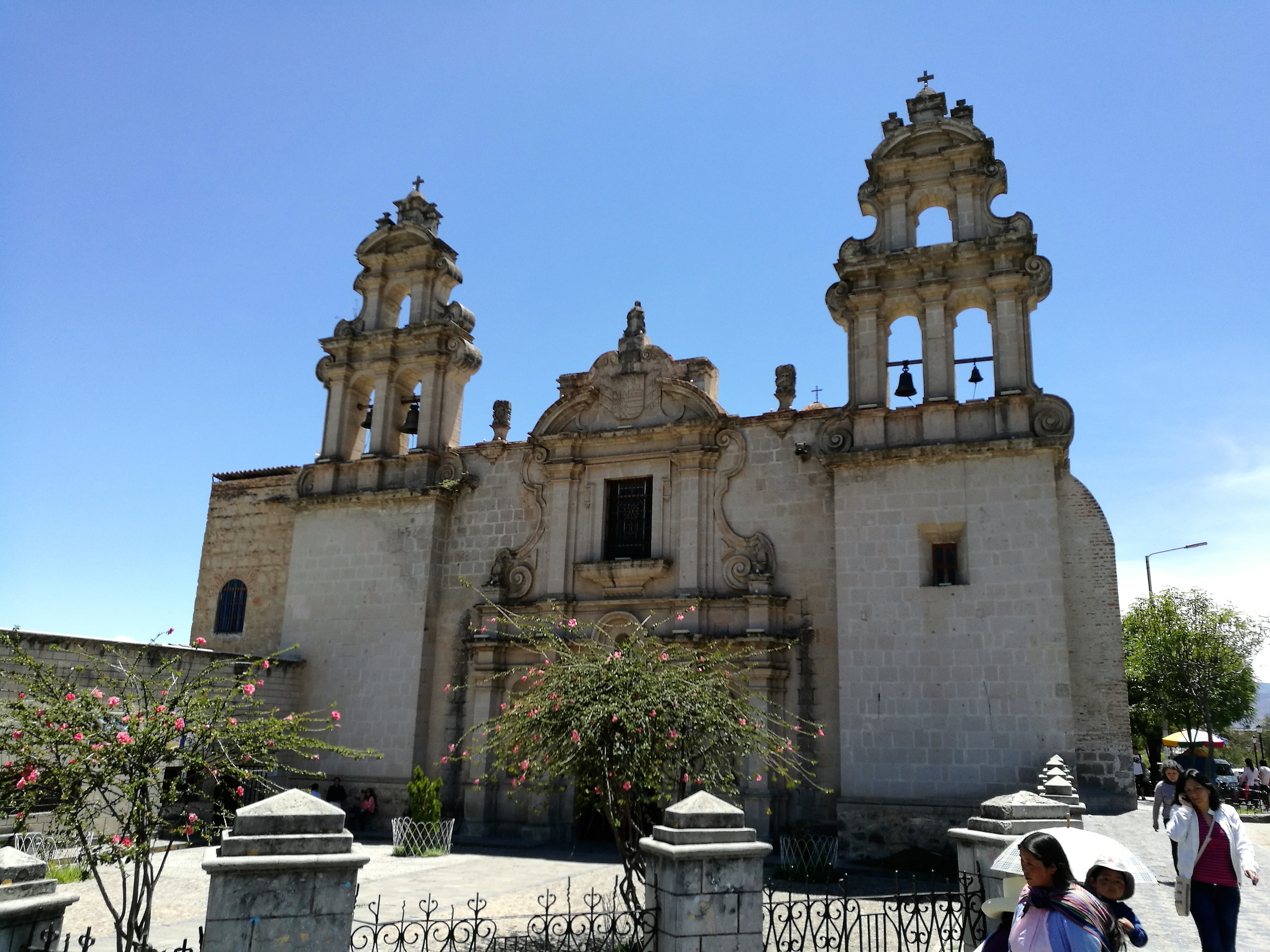
Iglesia La Recoleta

Se ubica en la intersección de las avenidas Héroes de San Ramón y El Maestro en el barrio San Sebastián, a cinco cuadras de la plaza de armas. Fue edificada en el siglo XVIII, su fachada está tallada en piedra y remarcada por dos espadañas frontales en triple arco. Consta de una sola nave compuesta por una cúpula.
Se cuenta que durante la invasión chilena a la ciudad, los soldados trataron de ingresar a esta iglesia para saquearla, en ese mismo momento ocurrió un terremoto. Dicho fenómeno hizo que los contra atacantes salieran huyendo, salvándose las reliquias religiosas allí existentes.
En el convento actualmente funciona un anexo del colegio San Ramón, un museo religioso y los locales de algunas instituciones educativas estatales e institutos. 

### Patrimonio cultural

#### Fiestas

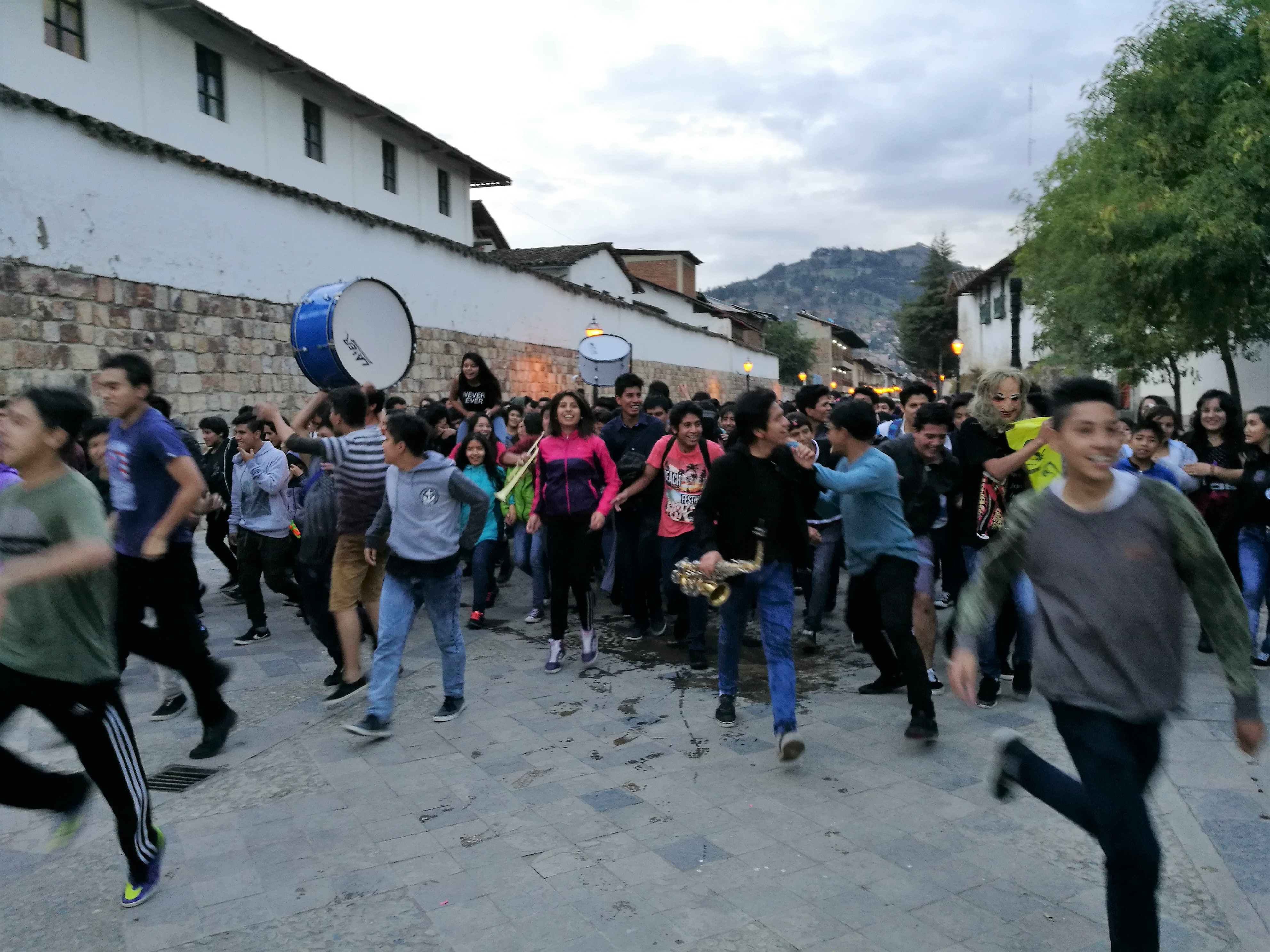
Multitud celebrando el carnaval

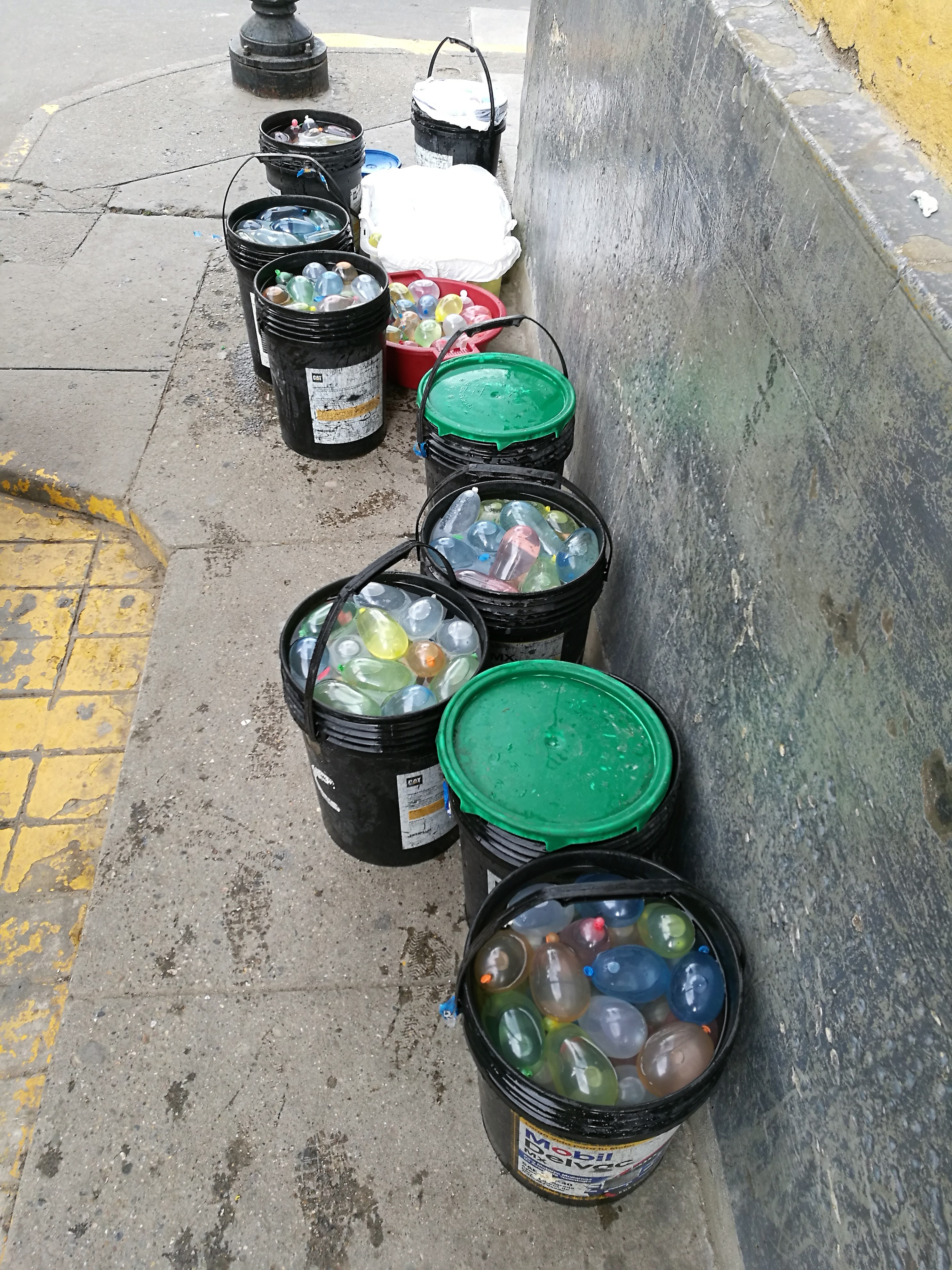
Cubetas con globos de agua, usados durante el Carnaval.

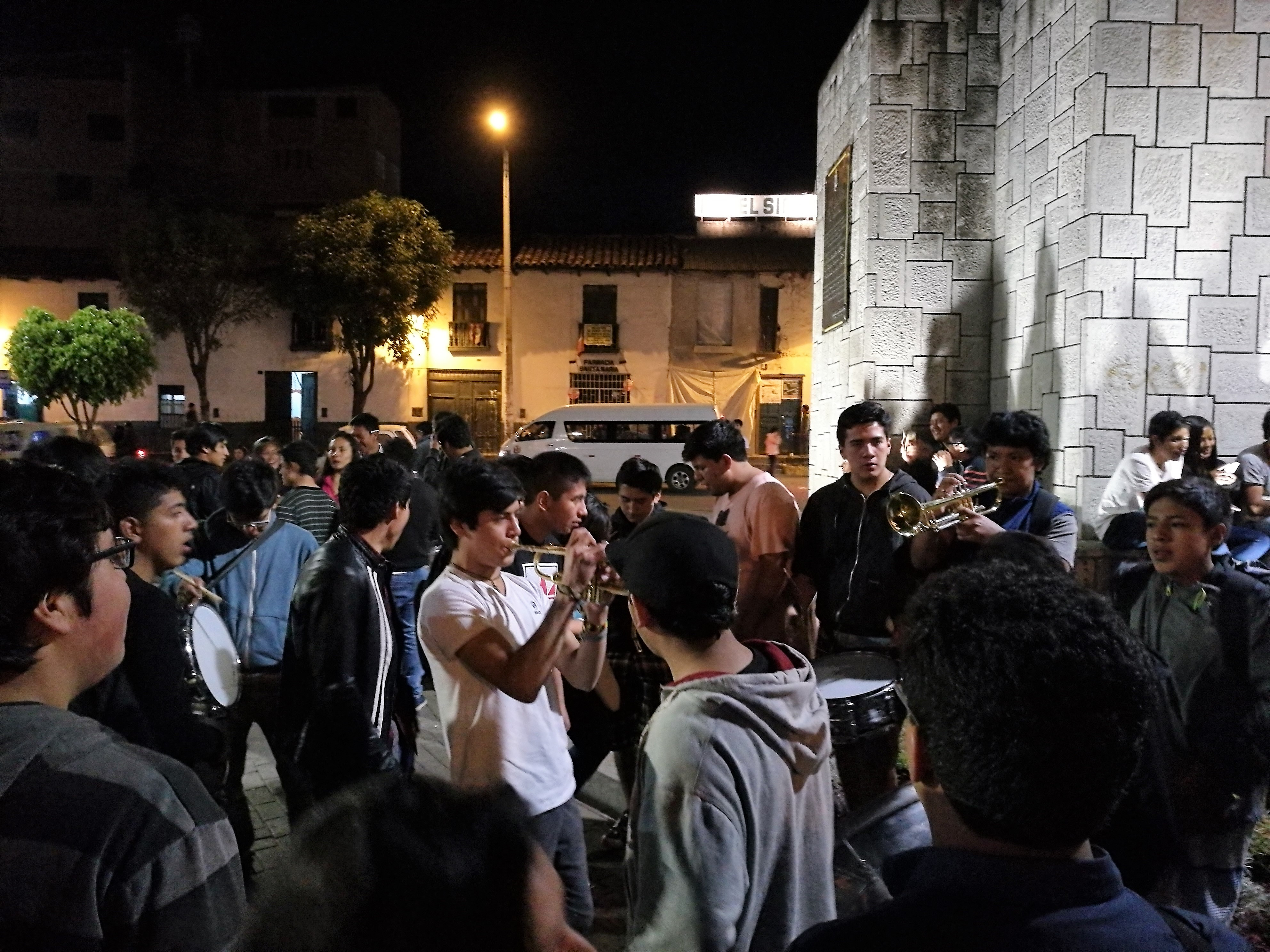
Músicos tocando durante el Carnaval

- Carnaval de Cajamarca: Se trata de la celebración más popular en el ámbito local de Cajamarca, siendo además el carnaval de mayor importancia en el Perú. Debido a ello, la ciudad es conocida como la Capital del Carnaval Peruano. Dicha celebración se lleva a cabo durante los días anteriores al miércoles de ceniza. Y popularmente se reúnen cada domingo de esta festividad en su plaza de armas y de esa manera pasar un momento muy divertido con amistades o personas que asisten a esta fiesta muy colorida.

- También resalta la fiesta de Corpus Christi.

#### Gastronomía
Se dice que muchos de los platos que aún son considerados como tradicionales en Cajamarca vienen de la época de los incas; algunos de ellos, sin embargo, muestran el producto del mestizaje como la condimentación con especias que no eran conocidas hace siglos. Los más conocidos son el picante de cuy al estilo cajamarquino, caldo de gallina, sopa de quinua, sopa de trigos y otras a base de papas, maíz y chuño.
Algunos de los potajes más conocidos son:
- Picante de papa con cuy frito
- Guiso de cuy cocinado en salsa de maní y ají panca acompañado de papas.
- Chicharrón con mote
- Carne de cerdo cocinada en su propia grasa acompañada de mote o maíz desgranado.
- Humitas: masa dulce o salada de maíz, rellena con o sin quesillo, envuelta en hojas de la masorca del maíz y cocida al vapor.
- Caldo verde: sopa de papa que se añade huevo una vez cocidas, acompañada con quesillo y con hierbas molidas en batán (piedra de moler).

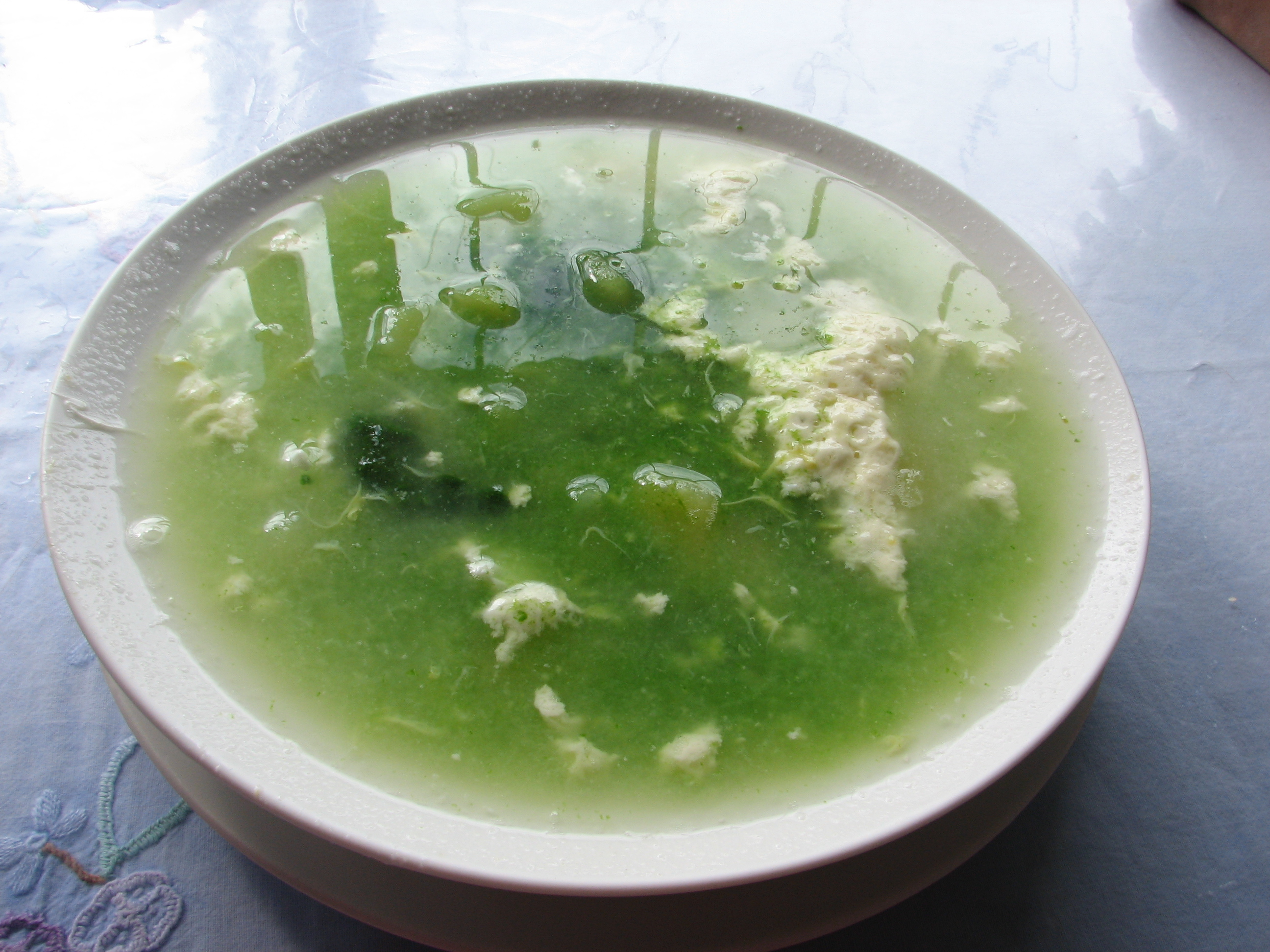
Caldo verde

- Cecina Shilpida.

#### Dialecto
Junto a Arequipa, Cajamarca es una de las pocas ciudades en que se registra el uso del voseo en el habla cotidiana, aunque su uso haya decaído con el paso de los años. Sin embargo, en los caseríos que se encuentran entre Hualgayoc y Bambamarca, tales como: Vista Alegre, Pampa Verde, La Loma Seca y otros más, su uso es normal en el día a día. Generalmente se refieren a las personas de confianza y cercanas con el término "vos", por ejemplo: "¿Es de vos?", "es para vos". A las personas lejanas o extrañas, a quienes se les denomina forasteros, se les refiere con el término "Usted". En estos caseríos también se puede identificar la diferencia del uso de la letra "ll" y "y" en palabra como "pollo", "llama" o "Yolanda".

#### Condecoraciones
- En el año 1986, la Organización de los Estados Americanos declaró a Cajamarca como «patrimonio histórico y cultural de las Américas».
- Desde el año 2002, el centro histórico se encuentra en una lista tentativa oficial para ser declarado Patrimonio de la Humanidad de la UNESCO.

Cultura
- Cajamarca se caracteriza por poseer una cultura marcadamente mestiza dada la posición occidental sobre la indígena, siendo que algunos aspectos es de apreciarse la prevalencia de costumbres oriundas y nativas y en otros el predominio de costumbres europeas occidentales. La cultura musical es un ejemplo de lo señalado dado que la misma es muy variada recorriendo corrientes nativas, mestizas, criollas y occidentales actuales como el de la cultura Rock, esta última muy difundida en la juventud de la ciudad. Diversas corrientes musicales son practicadas por pobladores de todos los estratos de la ciudad. Para tal efecto la ciudad cuenta con varios teatros, plazas públicas, centros nocturnos de entretenimiento y alamedas donde desarrolla dichas actividades culturales. La Pintura es otra actividad muy difundida en la ciudad, anualmente se desarrollan concursos nacional de pintura en la ciudad. Igualmente existe la actividad correspondiente a la réplica y escultura en piedra la cual se heredo desde la época del virreinato cuando se construyeron las grandes iglesias, plazuelas y portadas de casonas señoriales de la época. Finalmente la literatura se encuentra ampliamente difundida siendo que es una de las pocas ciudades del interior del país que cuenta con ferias anuales del libro.
- Así mismo, cabe resaltar la costumbre promedio del habitante de la ciudad por el teatro y cine, la ciudad actualmente cuenta con 15 salas cinematográficas distribuidas entre los distintos centros comerciales, universidades y cines privados.
- Mención aparte merece la cultura extendida que existe en gran parte de la población por el Volkswagen Escarabajo, por lo que la ciudad cuenta con un club del Volkswaguen el cual desarrolla distintas y diversas actividades durante el año.
- La ciudad posee tres periódicos, de los cuales dos son de corte regional. A la ciudad llegan todos los diarios y revistas de tiraje impresos en la capital de la república. Igualmente algunas publicaciones provenientes del extranjero.
- La ciudad posee diversos museos.
- Existen 7 estaciones y canales de televisión de señal abierta localizados en la ciudad.
- La ciudad posee 25 estaciones de radio que difunden su señal en banda FM y AM logrando que en las mismas en total se puedan escuchar más de 40 emisoras tanto de alcance internacional, nacional, regional y local.

#### Revelaciones de la Cultura Wari
El 5 de septiembre de 2023, arqueólogos peruanos y japoneses realizaron un emocionante descubrimiento en la región de Cajamarca, Perú. Encontraron un sitio arqueológico prehispánico que data de hace 800 a 1000 años después de Cristo, perteneciente a la civilización Wari. Este sitio incluye dos cámaras funerarias subterráneas llenas de valiosos artefactos, como conchas de molusco, cerámica, un kero negro y objetos rituales. El hallazgo arroja luz sobre la cultura Wari y su riqueza, además de proporcionar información sobre la cultura Cajamarca durante el Horizonte Medio. Este descubrimiento conecta el pasado y el presente, enriqueciendo nuestra comprensión de la historia y las tradiciones antiguas de Perú.

## Economía
Hoy en día, Cajamarca es la ciudad más importante de la sierra norte del Perú y la quinta de todo el norte peruano después de Trujillo, Chiclayo, Piura y Chimbote. Vive una época de crecimiento económico impulsado por el desarrollo de la minería aurífera y cuprífera, la tradicional cría de ganado vacuno y respectiva producción e industria láctea, la agricultura de secano (con el maíz como principal cultivo) y más recientemente, la industria creciente referida al turismo que cada día aumenta en la ciudad por contar con parajes y paisajes atractivos a turistas nacionales principalmente y también extranjeros.
En esta ciudad están ubicadas sucursales de las cadenas de multitiendas más importantes del país. Cuenta con dos malls como El Quinde Plaza Cajamarca y el Real Plaza Cajamarca. Además de contar con un Power center llamado Open Plaza. 

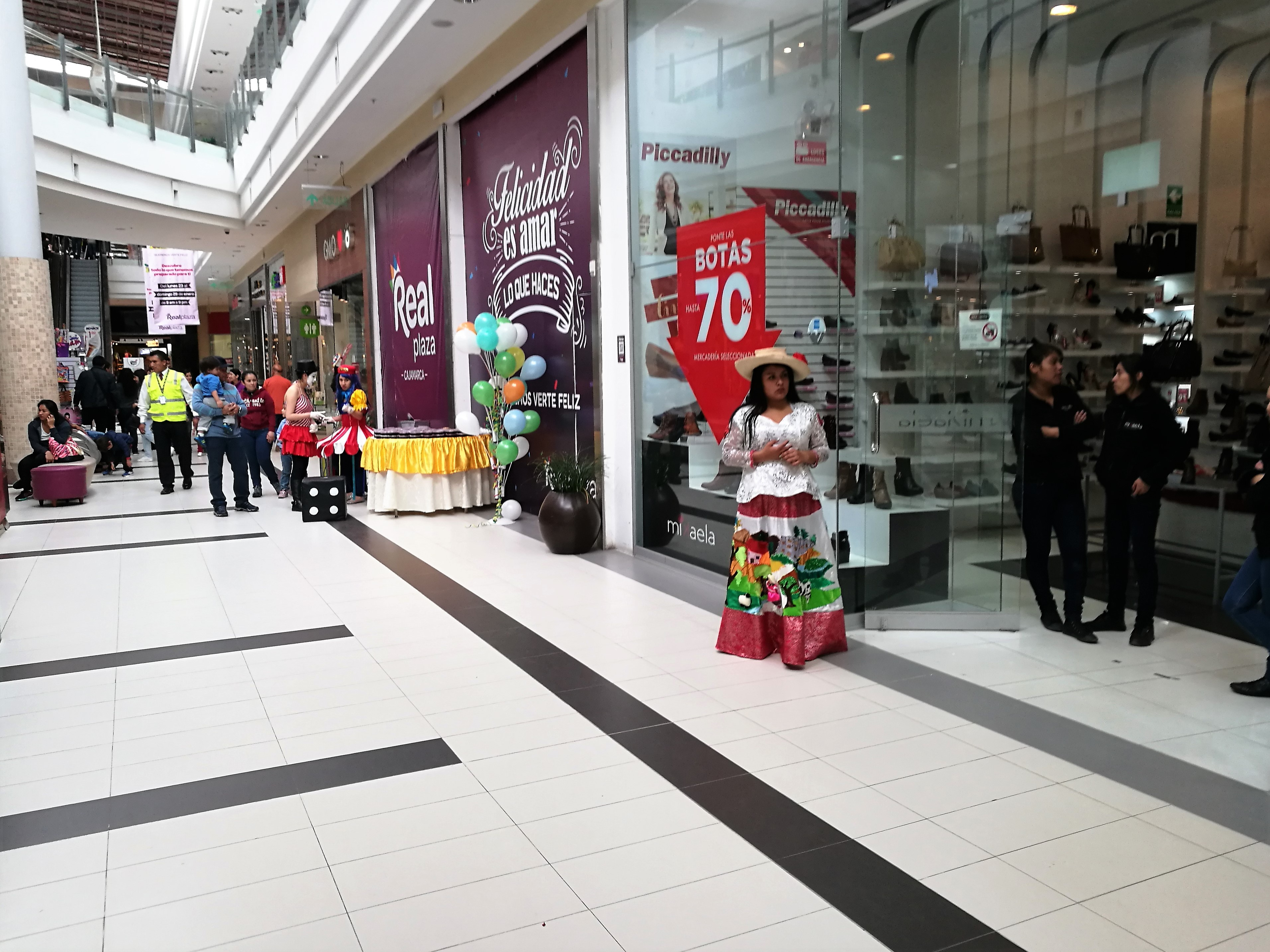
Real Plaza Cajamarca

Con respecto a la minería, una de las principales actividades económicas, se tiene que la minera Yanacocha fundada en 1992, actualmente con un 52% de capitales pertenecientes a la compañía internacional Newmont Mining Corporation extrae según el INEI entre 2.5 (1993) y 102.3 (2005) toneladas métricas anuales de oro, además de mercurio, representando aproximadamente la mitad de la producción anual aurífera (2005) del Perú. En el año 2008 inició sus operaciones la mina Goldfields La Cima, subsidiaria de Goldfields Sudáfrica, extrayendo cobre y oro.
Es asimismo un importante centro agroindustrial del norte peruano. Desde el año 1940 inició la producción de lácteos, lo cual contribuyó al desarrollo bancario de la región y al mejoramiento local de razas de ganado lechero. En la actualidad la región produce diariamente más de 200.000 litros de leche.
La agricultura de Cajamarca tiene una mediana producción de papa, trigo, cebada, maíz, arroz, caña de azúcar, algodón, entre otros productos.
La industria de la construcción es media respecto al resto de las otras ciudades grandes de la costa norte del país. No hay un nivel alto de falta de vivienda.
Así mismo, Cajamarca es un mercado medianamente importante en la actividad financiera, contando con un elevado número de instituciones financieras bancarias, cajas de ahorro y crédito, cooperativas de ahorro y crédito, financieras y asociaciones pro créditos.

## Demografía
Durante los últimos años, la ciudad ha experimentado una alta inmigración proveniente de otras provincias de la región y otros lugares del Perú, debido principalmente al boom de la minería. Este fenómeno ha hecho que la población de la ciudad aumente de forma considerable; así, de ser una ciudad de aproximadamente 80 931 habitantes en 1981, ha pasado a tener un estimado de 283 767 habitantes en 2014, un aumento de casi el triple de la población durante 33 años. Asimismo, recientemente la ciudad ha entrado en un proceso de conurbación con el distrito de Baños del Inca (el cual cuenta para 2014 con más de 20.000 habitantes en el área urbana) y con algunos centros poblados próximos a dichas urbes. Existen según INEI proyecciones para que el conglomerado urbano 2030 llegue a los 500,000 habitantes. 
Actualmente Cajamarca no es ajena al fenómeno migratorio de ciudadanos venezolanos siendo que se calculan aproximadamente en 3,000 los que han llegado y se han integrado a la ciudad social y económicamente. 

## Deportes

### Fútbol
El fútbol es un deporte popularmente practicado en la ciudad. El equipo profesional de fútbol de la ciudad es el UTC de Cajamarca, que actualmente participa en la Primera División del Perú y estuvo 3 temporadas en Segunda División del Perú. En el año 2012, tras una larga campaña, obtiene la Copa Perú 2012, logrando su ascenso al fútbol rentado peruano.
La práctica de ciclismo de aventura por gran parte de la población tiene bastante acogida contando con ciclovías. Así mismo, la práctica a nivel amateur de vóley, básquet, natación y sobre todo running es difundida, para tal efecto la ciudad cuenta con varios centros apropiados para desarrollar dichas actividades deportivas. Cabe destacar también que en Cajamarca se practica en forma muy difundida el Atletismo.

Logo oficial del UTC

### Clubes de fútbol
| Equipo | Bandera | Fundación           | Estadio             | Liga             |
| UTC    |         | 14 de julio de 1964 | Héroes de San Ramón | Primera División |

### Escenarios deportivos
- El principal recinto deportivo para la práctica de fútbol es el Estadio Héroes de San Ramón, propiedad del Instituto Peruano del Deporte (IPD), y cuenta con una capacidad para 18 000 espectadores.

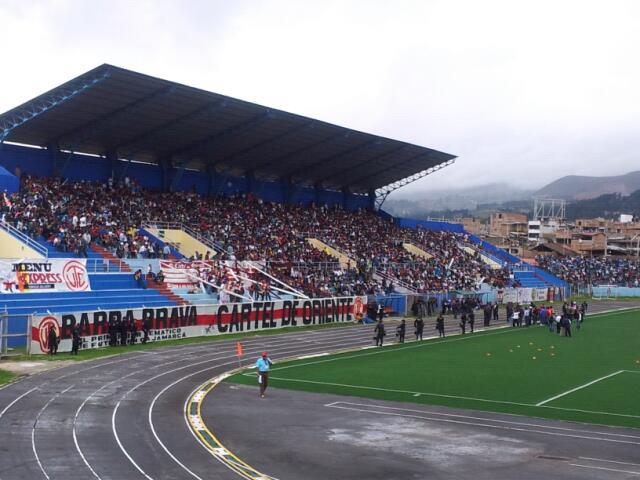
Estadio Héroes de San Ramón

- El estadio del colegio San Ramón tiene capacidad para cerca de 10 000 espectadores.
- El estadio municipal de Cajamarca tiene capacidad para 7 000 espectadores.
- El coliseo multiusos del complejo Qhapac Ñan es el coliseo más grande del Perú y el segundo más grande de Sudamérica.[17] Tiene capacidad para 8 500 espectadores.
- El coliseo de la Universidad Nacional de Cajamarca es un recinto para la práctica de voleibol y baloncesto.
- El polideportivo Hatun Kallpa, ubicado en el complejo Qhapac Ñan, contiene áreas para la práctica de tenis, frontón, vóleibol, básquetbol, fulbito, fútbol y un skatepark.

## Servicios públicos

### Salud
Por ser la capital administrativa y económica del departamento de Cajamarca, la ciudad cuenta con gran cantidad de centros de salud tanto públicos y privados. La principal entidad pública de salud que está presente en la ciudad es el Hospital Regional Docente de Cajamarca, el cual está a cargo del Ministerio de Salud siendo el principal de la región y el de más alta resolución (Nivel III-1), seguido del hospital de Apoyo Materno Infantil Simón Bolívar (Nivel II-1) y el hospital EsSalud de Cajamarca (Nivel II-2), este último regentado por el Seguro Social del Perú.

### Educación
La ciudad de Cajamarca cuenta con unas de las instituciones educativas más antiguas del norte del país como es el colegio San Ramón, fundado como Colegio Mayor de Artes y Ciencias de Cajamarca el 8 de septiembre de 1831.
Actualmente la ciudad cuenta con varias instituciones educativas que cubren los niveles primarios y secundarios, destacando los colegios religiosos Cristo Rey (Congregación de los Hermanos Maristas), Santa Teresita, Juan XXIII , San Marcelino Champagnat y Guillermo Urrelo. Existen así mismo decenas de centros educativos Primarios y Secundarios Estatales y Privados.
Así mismo, cuenta con centros de formación pedagógica, técnica en salud y técnico industriales estatales y privados.
Universidades

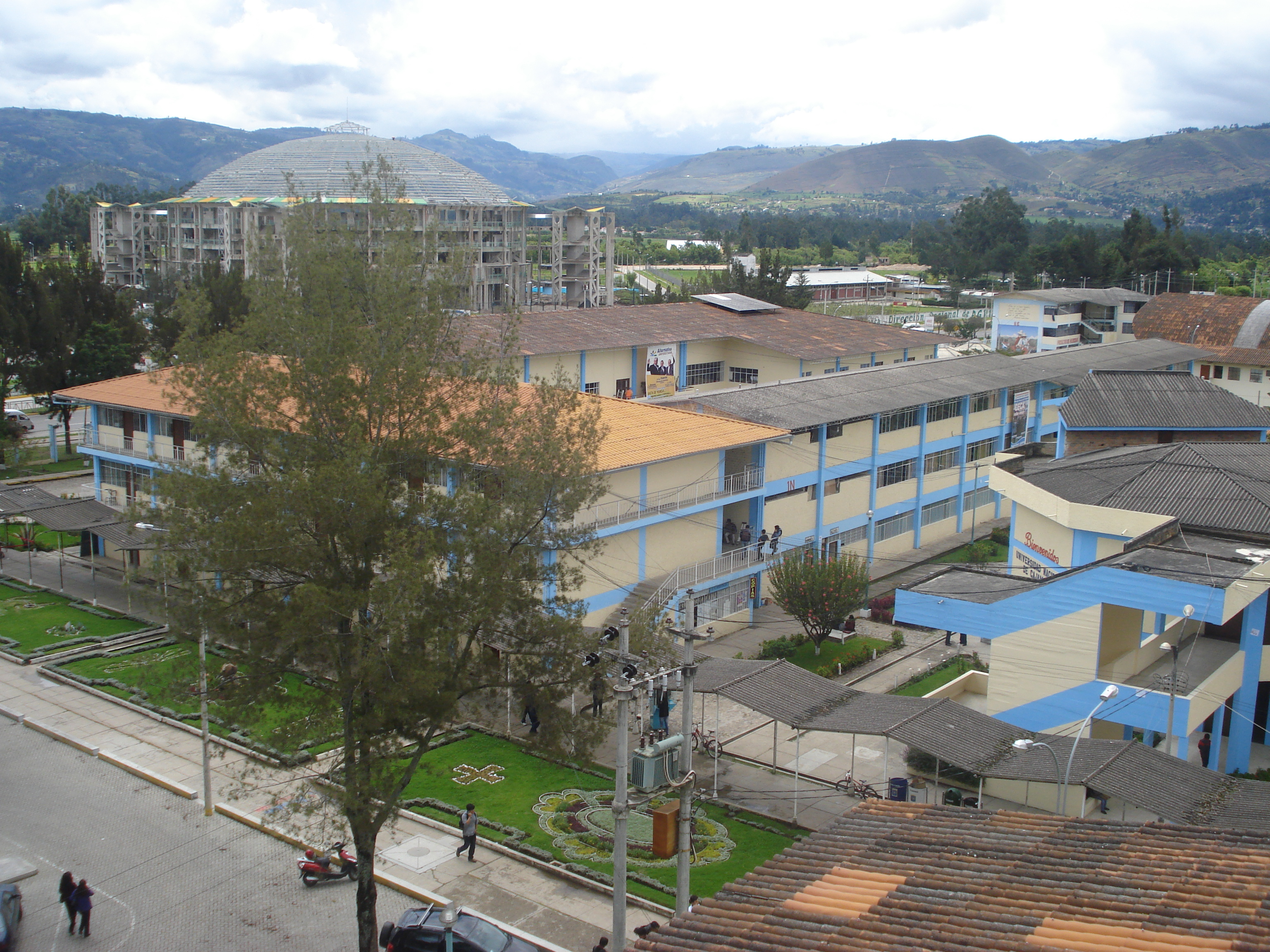
Vista parcial del campus de la Universidad Nacional de Cajamarca.

- Universidad Nacional de Cajamarca. Acreditada.
- Universidad Privada Antonio Guillermo Urrelo. Suspendida por SUNEDU.
- Universidad Privada del Norte. Acreditada
- Universidad San Pedro. Suspendida por SUNEDU.
- Universidad Alas Peruanas. Suspendida por SUNEDU.

Instituciones de idiomas
- ICPNA Cajamarca.
- Academia Regional del Idioma Quechua de Cajamarca.
- Centro de Idiomas de la UNC.

## Transporte

### Vía aérea
El principal termina aéreo de la ciudad de Cajamarca y a su vez de toda la región es el Aeropuerto Internacional Mayor General FAP Armando Revoredo Iglesias, el cual se encuentra a 3 kilómetros del centro histórico; cuenta con una pista de aterrizaje, la cual esta totalmente pavimentada. Cuenta con servicio diario de vuelos regulares de hasta 7 vuelos diarios desde y hacia la ciudad de Lima. Su administración está a cargo de la concesionaria AdP. En la actualidad existe un proyecto de pronta ejecución para ampliar el terminal aéreo, construcción de pistas de taxeo auxiliares, debido a que el flujo de pasajeros es cada vez mayor, dada la importancia turística, y económica de la Ciudad de Cajamarca.
Aerolíneas y destinos
- LATAM Perú operado por Airbus A319 y Airbus A320
  - Lima (Aeropuerto Internacional Jorge Chávez)

- Star Perú operado por Boeing 737
  - Lima (Aeropuerto Internacional Jorge Chávez)

- JetSMART operado por Airbus A320
  - Lima (Aeropuerto Internacional Jorge Chávez)

### Vías terrestres

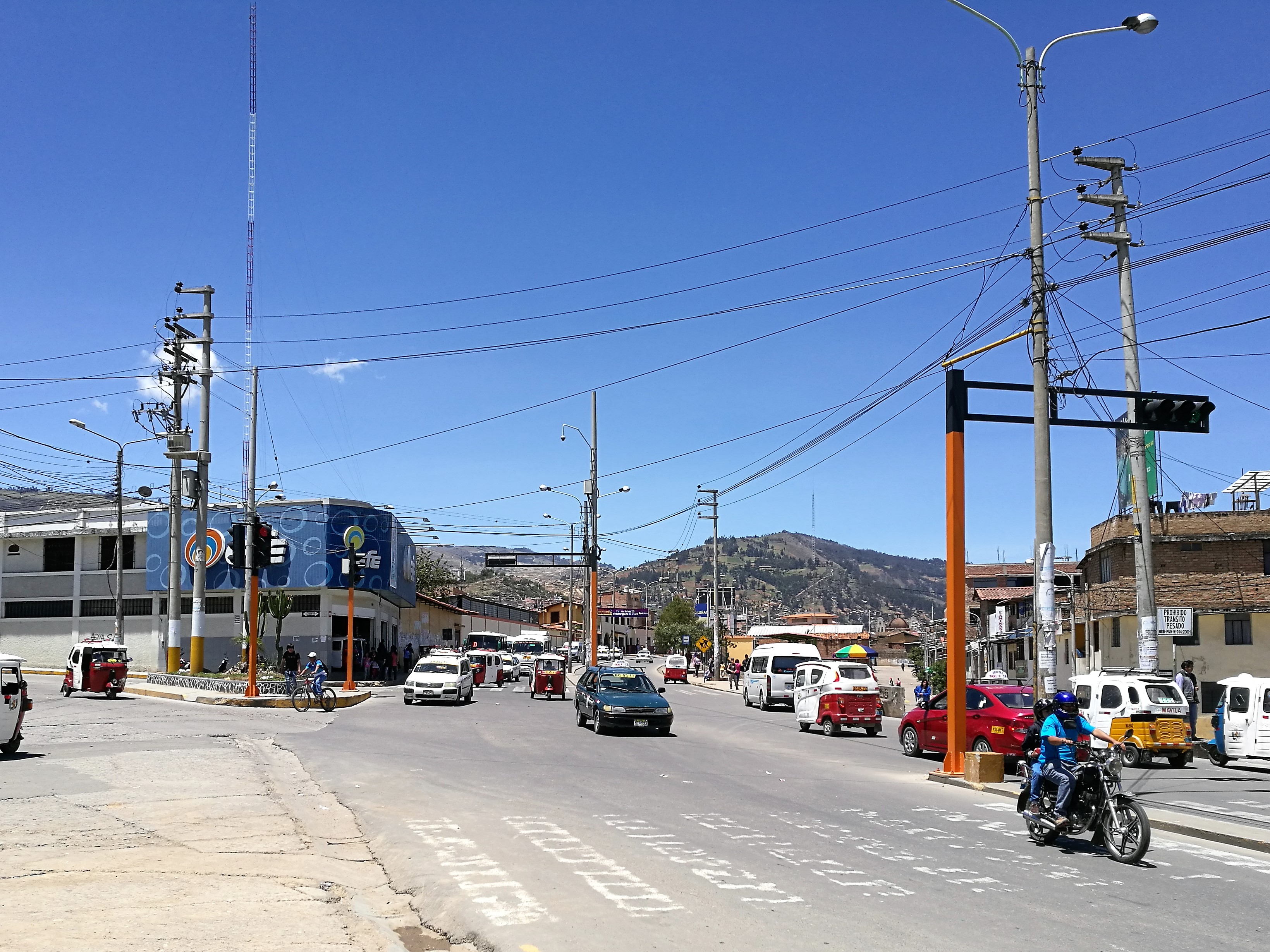
La avenida Atahualpa es una de las principales vías de Cajamarca.

Cajamarca se encuentra a 872 km al norte de Lima a través de vía completamente asfaltada (Rutas PE-1N y PE-08). Las principales vías de conexión terrestre son:
- La vía a Chilete - Tembladera - Ciudad de Dios, al oeste (PE-08)
- La vía a Hualgayoc - Bambamarca - Chota - Cutervo - Jaén, al norte (PE-3N).
- La vía a La Encañada - Celendín - Chachapoyas, al este (PE-8B).
- La vía a San Marcos - Cajabamba - Huamachuco, al sur (PE-3N).

### Transporte urbano
Debido al crecimiento masivo de población urbana en las últimas décadas, el transporte público se extendió rápidamente. Al principio únicamente se cubrían dos rutas de autobuses hacia el distrito de Baños del Inca, sin embargo hasta la fecha se han identificado cerca de 40 líneas de camionetas rurales (combis) y 5 líneas de autobuses, y aunque muchas de ellas cubren rutas similares cruzan la ciudad en casi todo sentido. La tarifa promedio es de S/. 2 o $ 0,52.
Asimismo, existen taxis y mototaxis en toda la ciudad. Como en la mayoría de ciudades peruanas, los vehículos no cuentan con taxímetros por lo que el monto de la tarifa se negocia al momento de tomar el servicio. No obstante, existen algunas empresas privadas de radiotaxi que brindan servicio puerta a puerta y ofrecen un servicio confiable y seguro.
En la ciudad existe una activa cultura hacia el uso del Volkswagen escarabajo o Beatle, siendo un medio de transporte muy difundido y utilizado por la población, incluso la ciudad posee su propio club de Volkswagen escarabajo desde hace dos décadas con decenas de asociados.

## Autoridades
La ciudad como capital de la provincia de Cajamarca está gobernada por la Municipalidad Provincial de Cajamarca, que tiene competencia en todo el territorio de la provincia. No existe una autoridad restringida a la ciudad. 

## Ciudades hermanas
- Taxco, México[18] (desde 2008)
- Spoleto (Italia) [19] (desde 2010)
- Trujillo, Perú[20] (desde 2015)
- Treptow-Köpenick, Alemania[21] (desde 2018)
- Huancayo, Perú
- Cajamarca (Tolima), Colombia